# Абрамов, Николай Осипович
Никола́й О́сипович Абра́мов (13 декабря 1897, рудник Язаш, (ныне — Аргаяшский район, Челябинская область) — 27 июля 1964, Ленинград) — советский и польский военачальник, контр-адмирал.

## Биография
Н. О. Абрамов был мобилизован в марте 1916 года. Начинал службу матросом-учеником Машинной школы, затем — машинист Балтийского флотского экипажа, машинист учебного судна, переведён на эскадренный миноносец «Капитан 1-го ранга Миклухо-Маклай». В 1917 году вступил в РСДРП(б).
В 1917—1918 годах продолжил службу в морских отрядах Петрограда и Кронштадта. С 25 февраля 1918 г. в Красной армии. До апреля 1918 г. продолжал служить машинистом на эсминце «Капитан 1-го ранга Миклухо-Маклай». Участник Гражданской войны в России с апреля 1918 г. воевал бойцом, а потом командиром взвода в отряде Ф. Е. Акулова на Восточном фронте. С марта по июнь 1919 году обучался на пехотных курсах командного состава РККА, после чего был назначен командиром взвода Маршевого отряда на Южном фронте. В 1919 году был ранен в голову и в ногу. В сентябре того же года в связи с болезнью он был демобилизован из РККА.
Поступил на учёбу в Советскую партийную школу в Екатеринбурге, которую окончил в 1921 году. 
Призван Кыштымским районным военным комиссариатом в декабре 1920 г. в ВМФ СССР и находился в распоряжении штаба Морских сил Северного моря. С декабря 1921 г. командир и политрук охраны побережья Северного грузового района. С мая 1922 г. до июня 1924 г. слушатель Военно-морского политического училища им. Рошаля. После получил назначение военным комиссаром канонерской лодки «Беднота» Азовской военной флотилии, на которой служил до октября 1925 года. Затем обучался на параллельных классах Военно-морского училища им. Фрунзе.
На Черноморском флоте с сентября 1928 года Н. О. Абрамов нёс службу помощником командира канонерской лодки «Красный Аджаристан». С октября 1929 г. командир канонерской лодки «Красная Грузия». С октября 1930 г. по апрель 1933 г. проходил обучение на военно-морском факультете Военно-морской академии имени К. Е. Ворошилова, окончив которую, в июне 1933 года получил назначение на должность старшего помощника командира крейсера «Червона Украина». С апреля 1934 г. начальник штаба дивизиона канонерских лодок Морских сил Чёрного моря. С января 1936 года командир эскадренного миноносца «Шаумян». С декабря 1936 г. по март 1937 г. обучался на курсах командиров эсминцев. 
Участник Гражданской войны в Испании с декабря 1937 г. по декабрь 1938 г. Был военно-морским советником командира соединения эскадренных миноносцев республиканского флота. В обязанности Н. О. Абрамова входило обеспечение доставки грузов, необходимых республиканцам, встречей и конвоированием транспортов. Одновременно с июля 1938 года командир лидера эсминцев «Харьков».
С декабря 1938 года начальник группы для особых поручений Военного совета Черноморского флота. С апреля 1939 года заместитель начальника штаба Черноморского флота. С февраля по июль 1940 был командующим Днепровской военной флотилией. С 4 июня 1940 года — контр-адмирал. В июле 1940 года после расформирования ДВФ был назначен командующим Дунайской военной флотилией.

### Великая Отечественная война
Начало Великой Отечественной войны встретил в этой должности. Флотилия под командованием Абрамова вместе с частями РККА сдерживала противника в боях на государственной границе СССР, вела контрбатарейную борьбу с румынской артиллерией.
В июле 1941 года руководил перебазированием кораблей флотилии из Измаила в Одессу и Херсон. Флотилия обеспечивали отход войск 18-й и 9-й армий и переправу на левый берег Южного Буга.
Так как в Херсоне в тот момент боеспособных сухопутных войск не было, оборона города была поручена Дунайской военной флотилии. В августе 1941 года Абрамов был назначен начальником Херсонского гарнизона с оставлением в прежней должности командующего Дунайской военной флотилии. 
16 сентября 1941 г. отстранен от должности командующего Дунайской военной флотилии за нарушение дисциплины, после чего был назначен командующим Учебным отрядом Черноморского флота.
Одновременно ему была поручена оборона левого берега Днепра на участке Кринки — Днепропетровский лиман, тогда же им был организован сводный полк, в который вошли береговые подразделения флотилии.
С октября 1941 года был комендантом 2-го сектора береговой обороны Севастополя.
В декабре 1941 года он в качестве командира отряда канонерских лодок командовал высадкой десанта в Крыму в районе горы Опук. Однако по ряду причин эта высадка в ходе Керченско-Феодосийской десантной операции закончилась безрезультатно. Его отряд из-за невыполнения поставленной задачи был перенацелен на другой участок высадки.
В декабре 1941 — январе 1942 года по приказанию Военного Совета флота высадил в Камыш-Буруне (Аршинцево) десант около 2000 человек.
С апреля 1942 года Н. О. Абрамов был назначен командиром Иоканьгской военно-морской базы Северного флота.
В ноябре 1944 года Абрамов направлен в освобождённую Болгарию помощником председателя Союзнической контрольной комиссии по морским вопросам.
Учитывая международный и боевой опыт, контр-адмирал Абрамов в августе 1945 года был назначен командующим Польским военно-морским флотом. На этом посту Абрамов занимался, в первую очередь, формированием ВМФ, восстановлением кораблей и судостроительных заводов Польши.
С февраля 1946 по январь 1948 года — командир отряда учебных кораблей Юго-Балтийского флота.
С января 1948 года старший уполномоченный по надводным кораблям Постоянной государственной комиссии по приёмке военных кораблей при Главнокомандующем ВМС, затем военно-морского министра СССР, с апреля 1953 года в Балтийской группе приемки кораблей ВМФ, которую возглавил в январе 1957 года.
С 10 мая 1960 года Абрамов был уволен в отставку. Возглавлял ленинградскую секцию ветеранов-испанцев.
Умер 27 июля 1964 года в Ленинграде. Похоронен на Ново-Волковском кладбище.

## Награды
- Орден Ленина (1945)
- Орден Красного Знамени (четырежды) (1939, 1941, 1944, 1949)
- Орден Отечественной войны I степени (1944)
- Именное оружие (1957)
- Орден «Крест Грюнвальда» III ст. (Польша) (1945)
- Орден «9 сентября 1944 года» (Болгария) (1947)
- медаль «XX лет Рабоче-Крестьянской Красной Армии»
- др. медали (в том числе 1 иностранная)